# Loch Dochfour
Loch Dochfour ist ein kleiner künstlicher Süßwassersee in den schottischen Highlands. Er liegt etwa sieben Kilometer südwestlich von Inverness und nur 500 m nordöstlich von Loch Ness im Great Glen. Der See ist etwa 1,6 Kilometer lang und maximal 350 m breit.
Loch Dochfour ist Teil des Kaledonischen Kanals und wird vom Fluss Ness durchflossen. Der See erhält sein Wasser im Südwesten über den Fluss Ness von Loch Ness und entwässert nach Nordosten ebenfalls über den Fluss Ness, welcher bei Inverness in den Moray Firth fließt. Loch Dochfour entstand als der Wasserspiegel von Loch Ness während des Baus des Kaledonischen Kanals künstlich um etwa drei Meter angehoben wurde, wodurch auch der Fluss Ness über seine Ufer trat und Teile seines Flusstales überflutete. Aufgrund seines künstlichen Ursprungs, der Lage direkt neben Loch Ness und seinem Ausbau zum Schifffahrtskanal wird Loch Dochfour von vielen Durchreisenden gar nicht als eigenständiger See, sondern nur als Teil des Kaledonischen Kanals beziehungsweise als eine Bucht von Loch Ness wahrgenommen.
Loch Dochfour ist über die A82, die direkt am Nordufer verläuft, sehr einfach zu erreichen. Ebenfalls am Nordufer befindet sich Dochfour House – ein Herrenhaus aus dem 18. Jahrhundert, das vor allem wegen seiner Gärten ein Touristenziel ist.